# Сидибе, Исса Модибо
Исса Модибо Сидибе́ (фр. Issa Modibo Sidibé; 3 июня 1992, Арли, Нигер) — нигерский футболист, нападающий.

## Карьера
На родине играл за такие команды как: «Акокана» и «Джомо Космос». В 2013 году уехал в Белоруссию и стал игроком могилёвского «Днепра».
С 2011 года выступает за сборную Нигера. Играл на кубке африканских наций 2013.